# パイプ (たばこ)

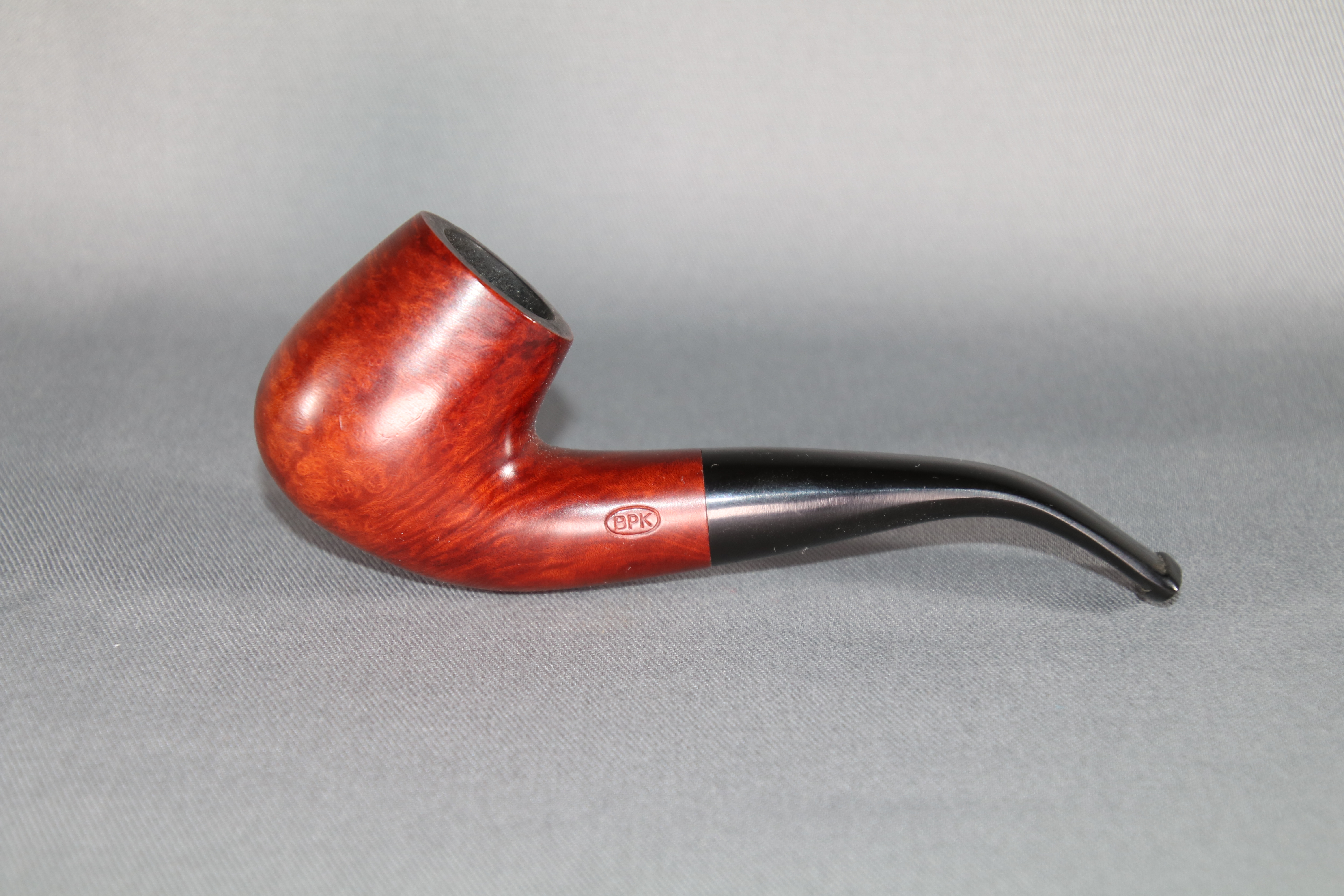
パイプ。

パイプの構造。

パイプとは、刻みたばこを詰めて吸う喫煙具の一種。

## 概要
パイプ（専用のもの）の片方に乾燥などの加工を行ったタバコの葉を詰めて火をつけ、もう一方の端から吸い込んで行われる喫煙は、南アメリカの一部のインディオと、アメリカ合衆国の本土全域でインディアンが行っている先住民族の文化が、新大陸を求めヨーロッパから渡来した者たちに伝えられ、さらに彼らから世界各地に伝播していった。
ただ後に、工業化と大量生産手法の確立により、喫煙の主要な方法は、その簡便さから紙巻きたばこに切り替わっていった。その結果、アメリカインディアンのパイプによる喫煙は儀式のためのものとして、ヨーロッパに渡り独特のスタイルとして確立されたものは趣味性の高いものとしての性格がより強められている。

## 歴史

### インディアンにとってのパイプ

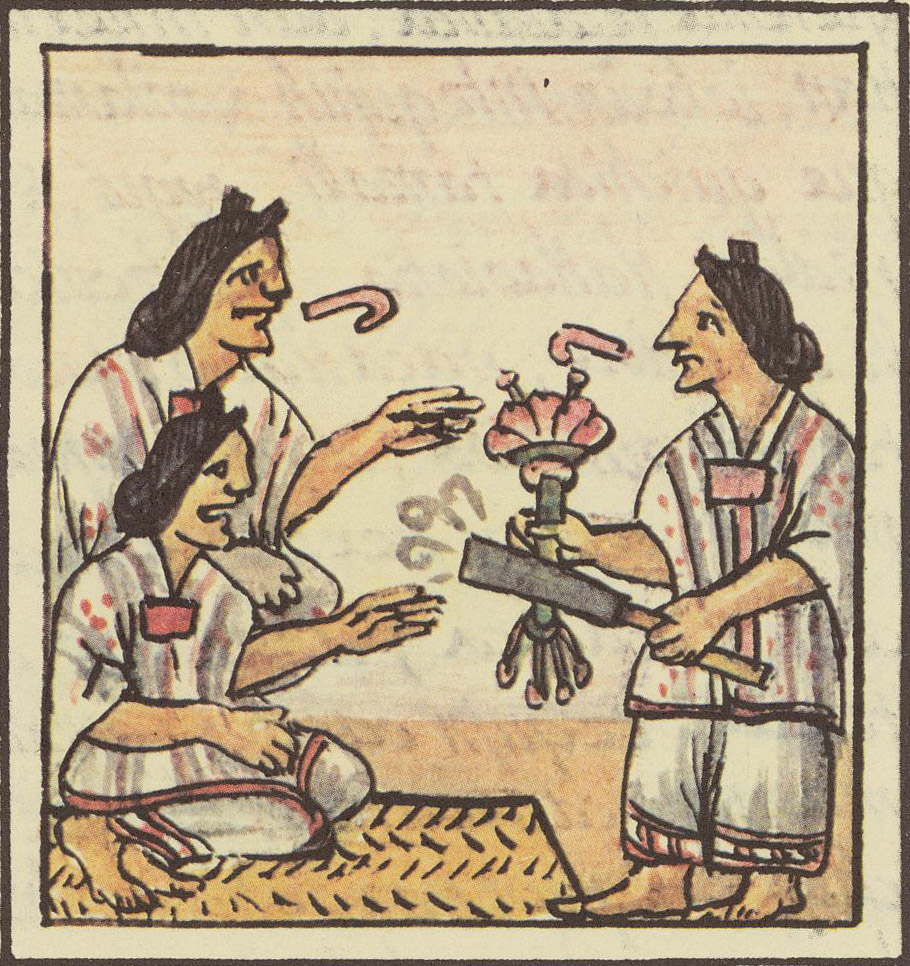
花とパイプを持ったアステカの女性たち（1500年代）

この喫煙具の発掘物は紀元前にまでさかのぼり、おそらく喫煙方法の発生した最初期から利用されていた方法で、メソアメリカ地域や、現在でいうアメリカ合衆国内のインディアンたちの喫煙方法が、細長い筒状の喫煙具を使うものであった。1519年にエルナン・コルテスが接触したアステカ族がパイプによる喫煙を行っていたことが記録に残されている。

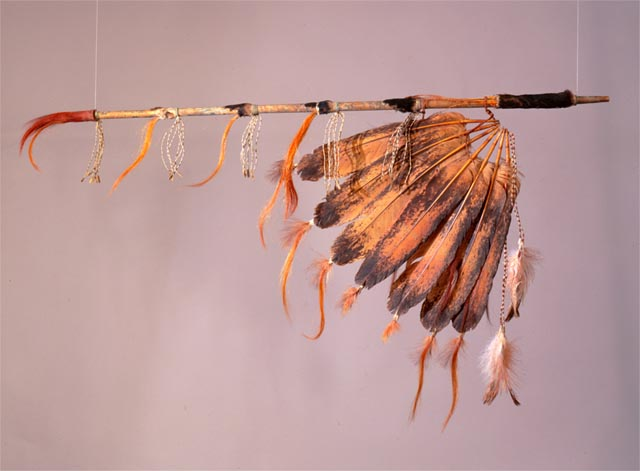
アメリカ議会図書館で展示されている、スー族の儀式のパイプ（チャヌンパ）。火皿（右側）は外されている。

アメリカ合衆国のインディアンは、パイプにつめる煙草の葉に、黄ハゼの葉やクマコケモモ、柳の樹皮、「キニキニック」という薬草などを混ぜて香りをつける。パイプはパイプバッグと呼ばれる特別な包みで、大切に保管される。これらは現在も変わらない。

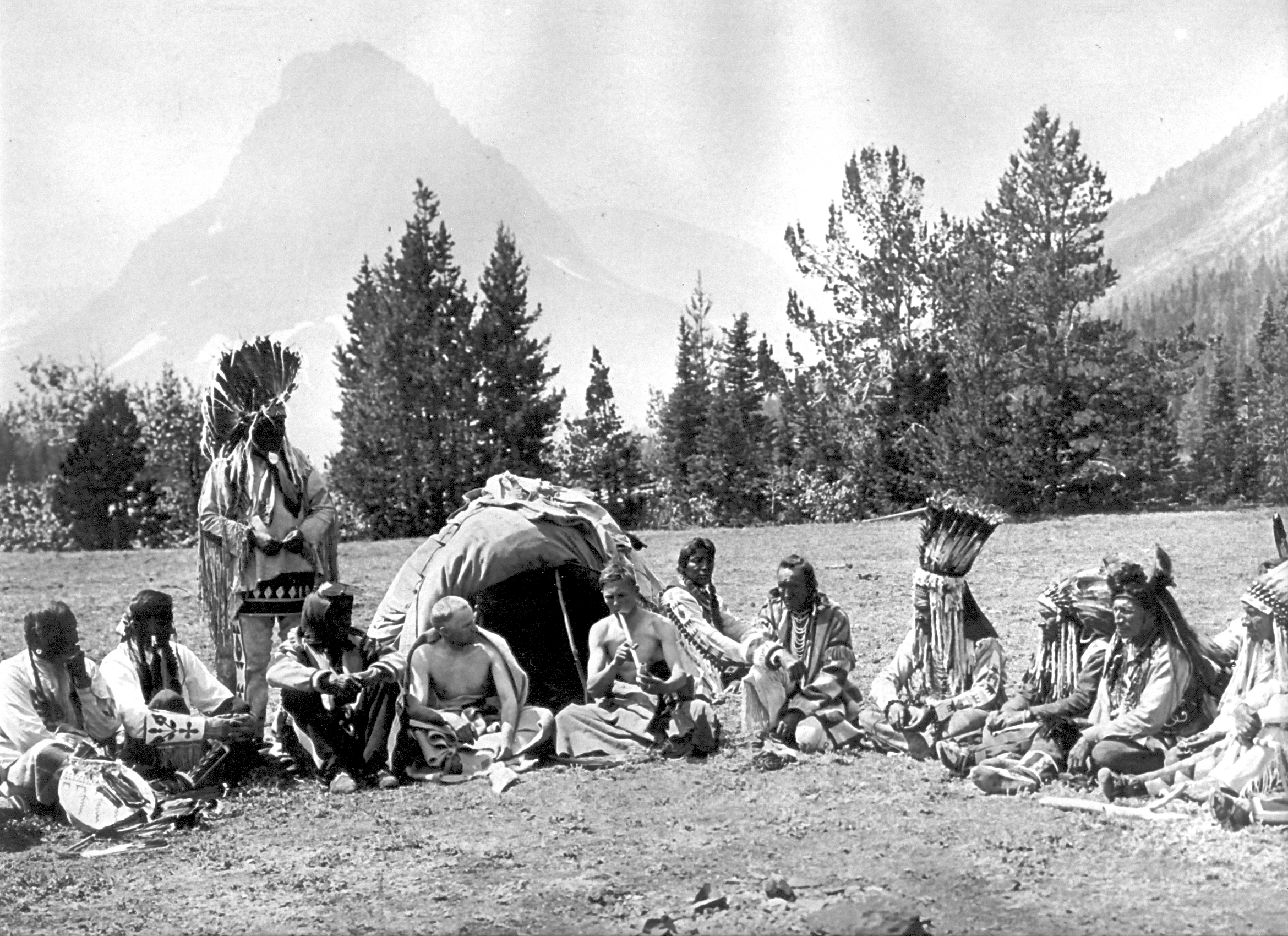
モンタナ州のブラックフット族の、白人を交えた和平のパイプの儀式風景（1916年）

インディアンたちのパイプは宗教道具としての意味が強く、あらゆる儀式には必ずパイプの回し飲みが行われ、また重要な事柄に取り掛かる前にも、必ず準備段階としてパイプが使われる。パイプと煙を使って、天上の精霊と通信するためである。ことに平原のインディアンがティーピーの中でパイプをくゆらせ、その煙が上方へ立ち昇る様子は、宇宙と一体となる象徴性に満ちている。現在、土産物屋でインディアンのパイプが売られている現状に、20世紀スー族の呪い師、ヘンリー・クロウドッグは「インディアンのパイプは、白人にとっての聖書であるから、別にかまわない」と述べている。

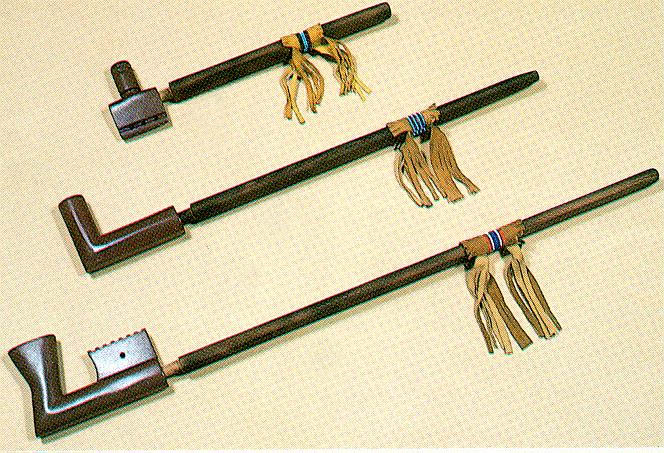
インディアンのパイプ

インディアンがパイプを回し飲みして誓いを立てることは、キリスト教徒が聖書に宣誓することと同義である。シャイアン族は、カスター中佐が「リトルビッグホーンの戦い」で戦死したのは、その死の7年前に「和平のパイプの儀式」をカスターが拒否したための報いであると現在も言い伝えているほどである。アメリカ・インディアンの儀式のパイプは、呼び名は部族によって違うが、英語では「カルメット（Calumet）」と呼ばれている。
アメリカ合衆国のインディアンのパイプの火皿（ボウル）は、様々な石を掘って作られた。もっとも一般的なのは、ミネソタ州の「パイプストーン」特産の「カトリナイト」（画家のジョージ･カトリンの名から採られた）という赤い石を使って作られるものである。このカトリナイトはスー族が「先祖の血が固まったもの」と言い伝える神聖なもので、その採掘権は現在、インディアンのみが占有する。

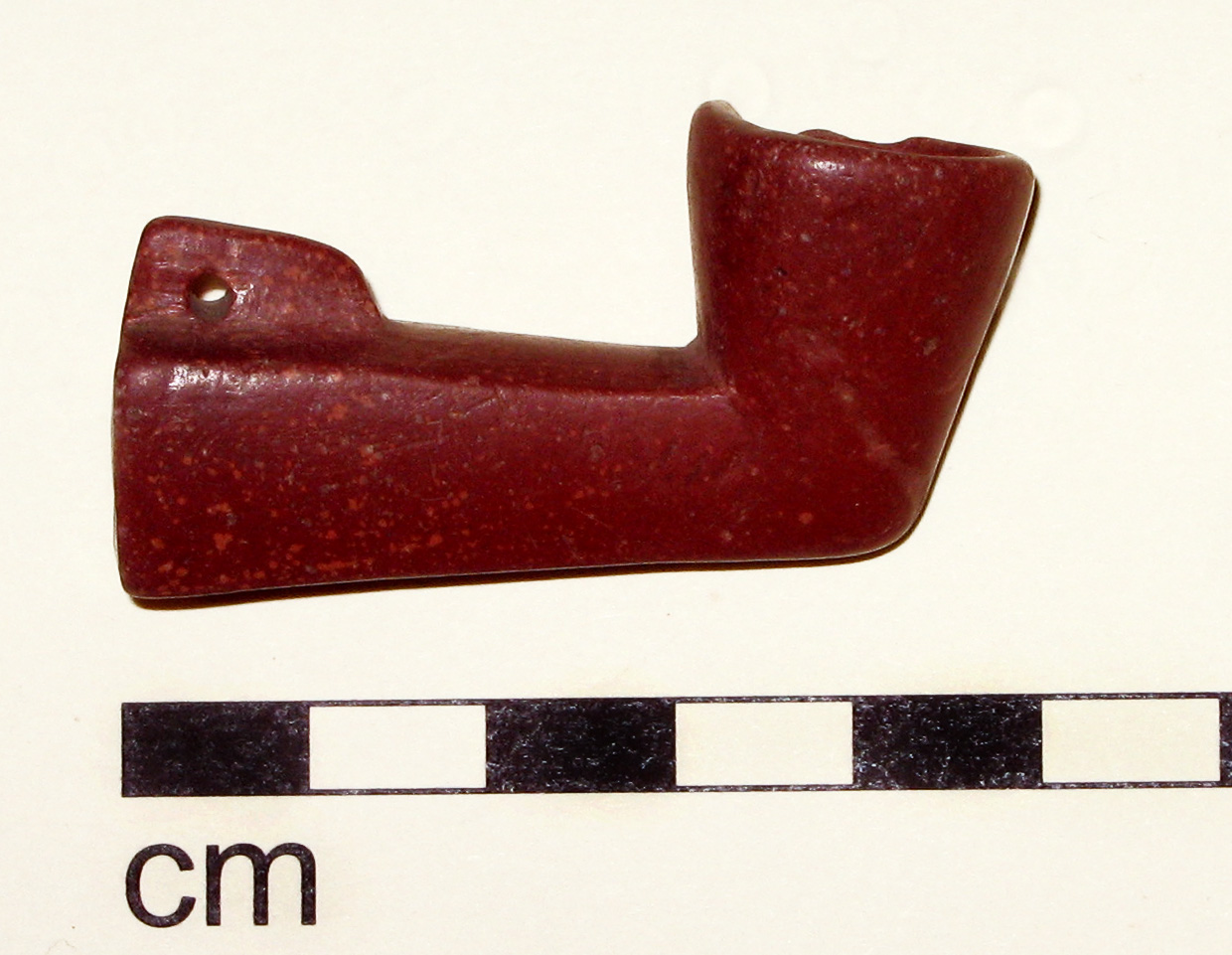
カトリナイト製の、インディアンのパイプの火皿

コロラド州のユテ族は「サーモン・アラバスター」、ミシシッピ流域のクリーク族やチェロキー族は「ブルーストーン」や「クレイ（粘土）」で火皿を作った。火皿を彫るのは伝統的に男性の仕事で、動物やまさかりなど、様々な形に彫刻され、磨きあげられて使われた。パイプの柄は、西洋トネリコや柳、ハコヤナギの枝の芯の軟らかい部分を取り除いたもので作られた。
また、パイプは和平の象徴ともされ、部族間のパスポートの役目を果たす。現在でもインディアン社会ではパイプの役割は変わっていない。スー族など、「聖なるパイプ」を代々守り伝えている部族は多い。

### 西洋におけるパイプ

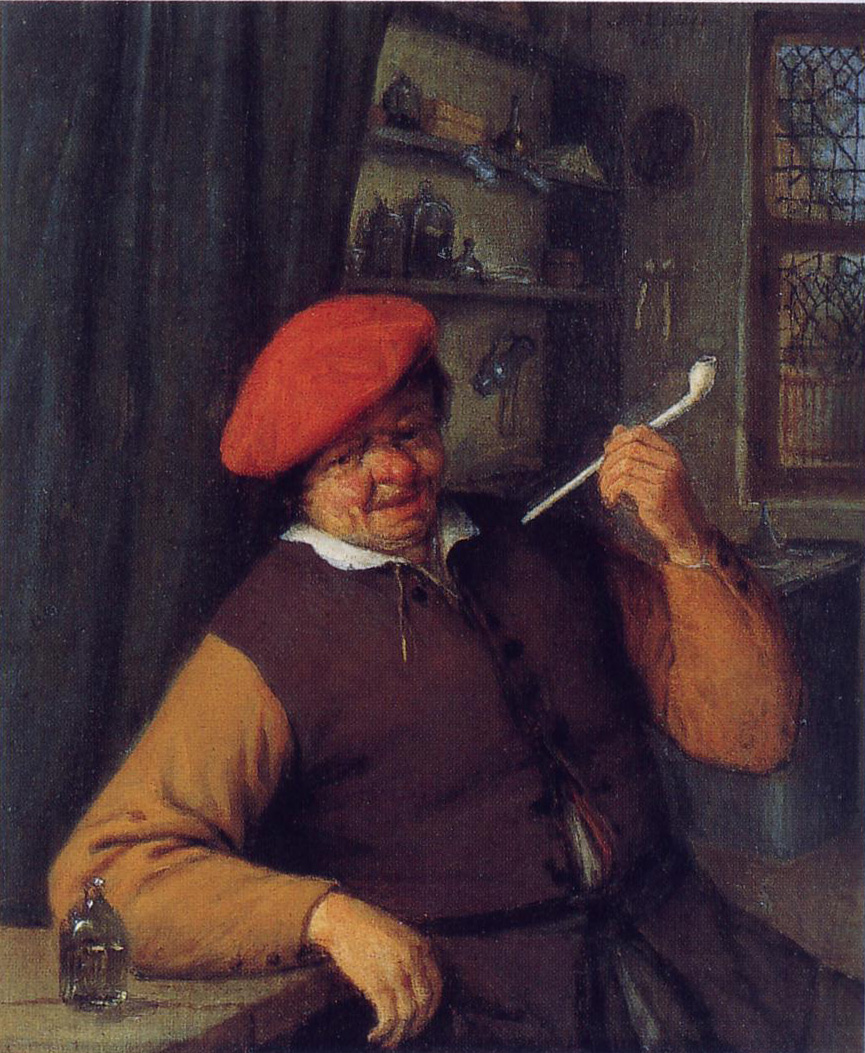
アドリアン・ファン・オスターデの油絵（1646年）

スペインから欧州に広がる過程では、当初こそ現地の喫煙具がそのまま利用されていたものが、次第に各地で独自の喫煙具が制作されるようになり、利用されていった。フランスの船主ジャン・ダンゴ (Jean d'Ango, 1480-1551) の記述によれば、1525年に船員の一人がクレイパイプを使用していたという。
クレイパイプは中世の長い間、ヨーロッパのパイプ喫煙法の主流であったが、破損しやすく長期的な利用が困難という欠点があった。18世紀から19世紀に掛けて、オスマン帝国（現在のトルコ）領内でメシャム（セピオライト）の原石が産出されるようになると、ヨーロッパの貴族階級の間では美しい造型に加工されたメシャムパイプが流行し、「パイプの女王」と称されるようになった。

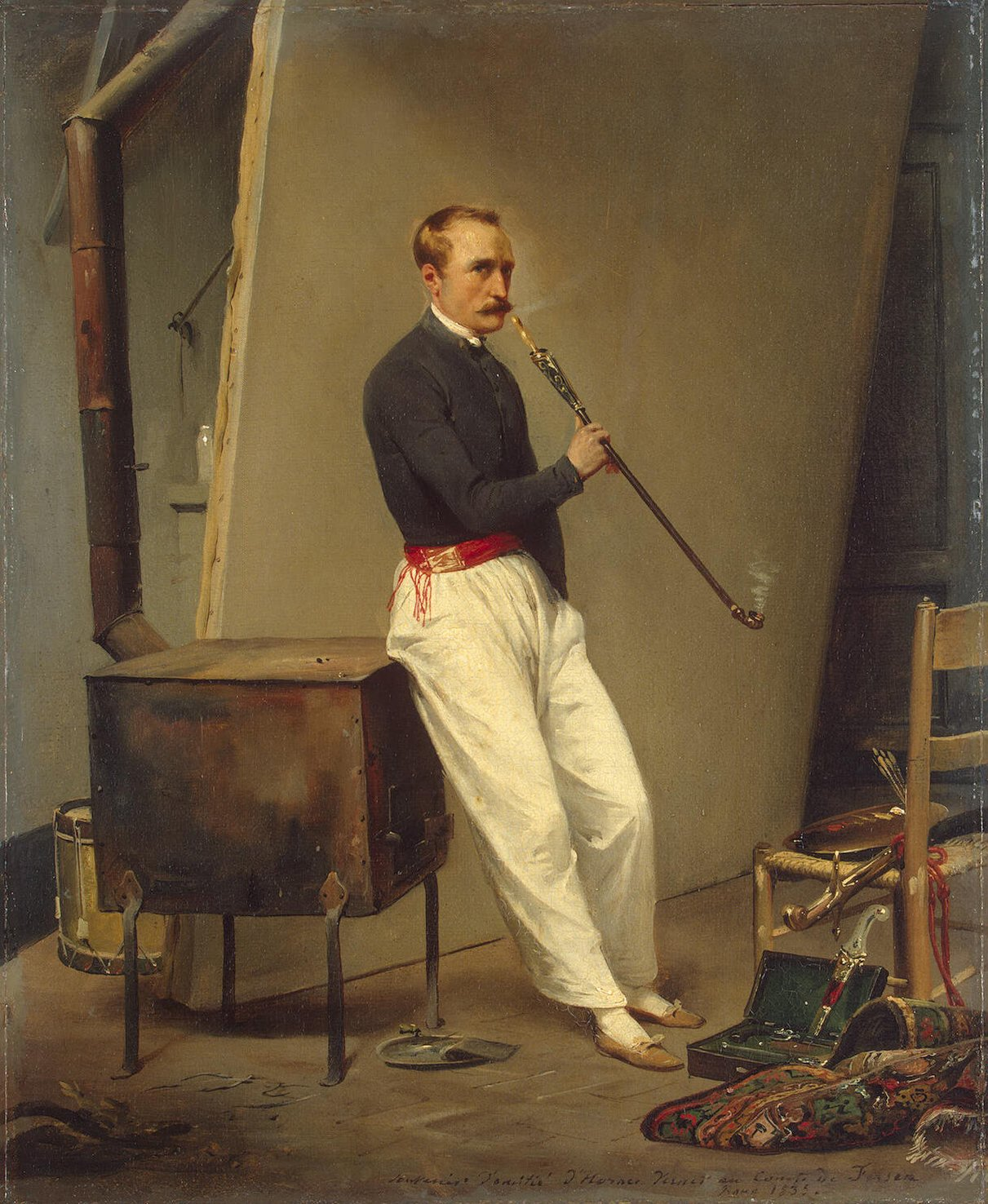
エミール・ジャン・オラースの絵（1835年、フランス）

19世紀後半、仏領アルジェリアや英領ナイジェリア等のアフリカ大陸の植民地領内や、イタリア領コルシカ島などでブライヤが特産品として産出されるようになると、ブライヤパイプが急速に普及し始め、瞬く間にパイプ材の主流となっていき現在に至っている。
一服あたりの喫煙時間は、ボウルの大きさや詰め方にもよるが、平均的には1時間前後で、人によっては2時間を超え、パイプスモーキング大会など喫煙時間の長さを競う国際大会も存在する。

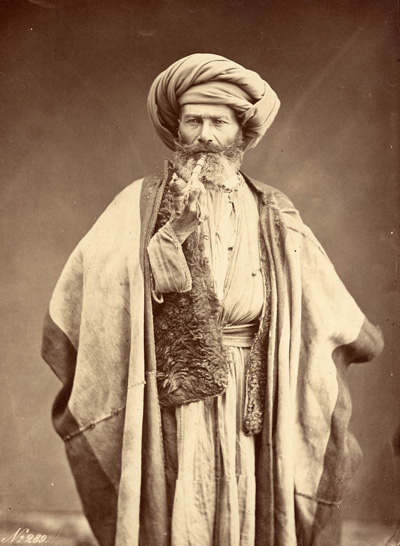
パイプを吸うアラブ人（1800年代）

欧州では19世紀ごろまでは労働者等の大衆の喫煙方法とされて（モンティ・パイソンのスケッチの中にも、炭鉱夫がパイプをふかしている場面がある）おり、上流階級は高価なケースに詰めた嗅ぎたばこや、加工に手間の掛かる（吸うときには簡単な）紙巻たばこを使用していた。日本のパイプ愛好家の中には、プロレタリアート文化に触発されてこれを好む者も少数ではあるが見られる。パイプは手を添えなくてもよいので、20世紀に入ると、作家や設計士など両手を使って机仕事をするホワイト・カラー層が愛好するようになった。1990年代以降のシガー（葉巻きたばこ）ブームに関連して、または近代ヨーロッパを扱う文学作品にも度々登場するなどその趣味性の高さから、近年では再び愛好者層が増えている。2000年代より、これらパイプ用の喫煙具を扱う通販サイトも増加傾向が見られる。

### 日本でのパイプ

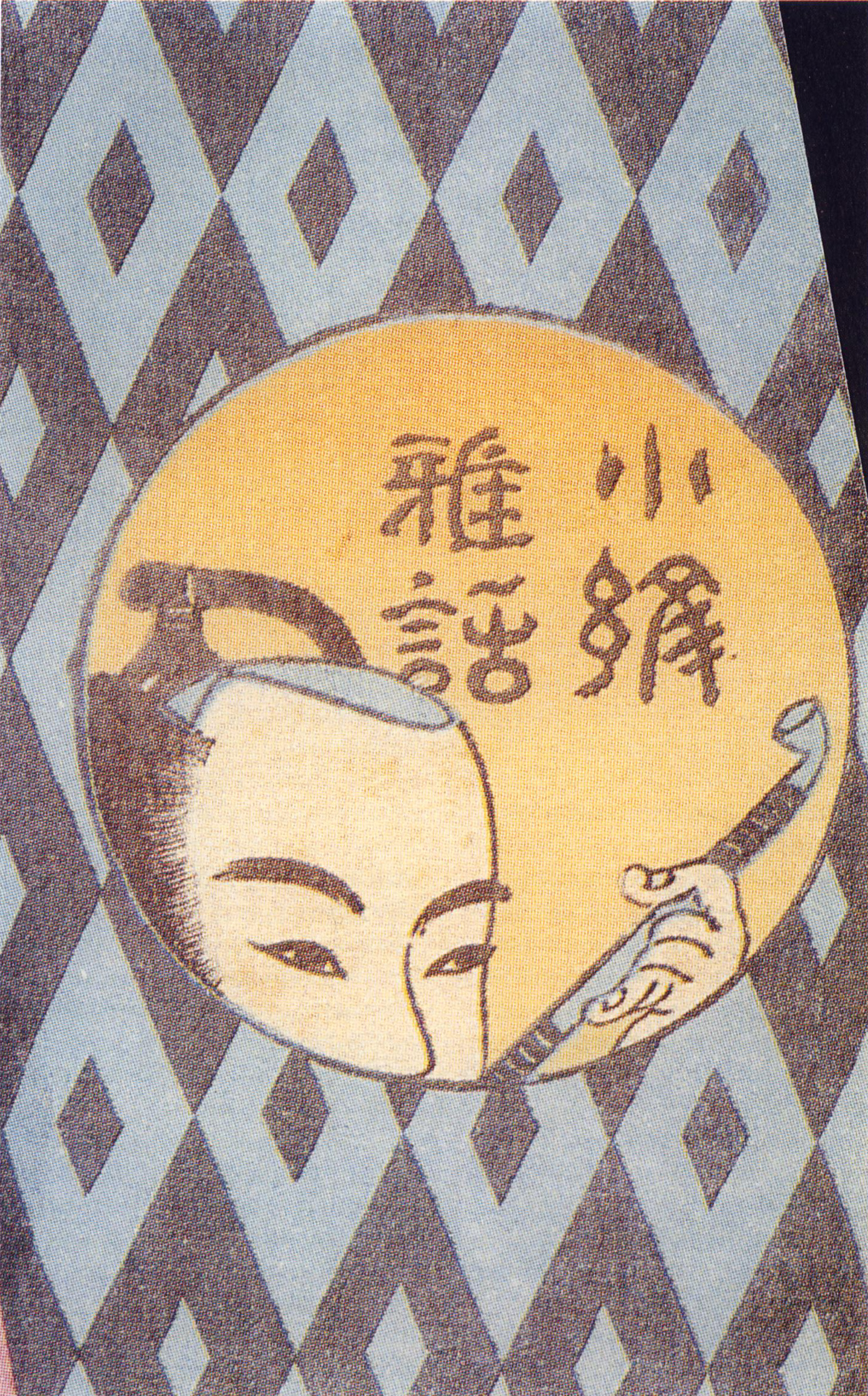
着物の生地見本帳を模したパロディ図案集『小紋雅話』で山東京伝が描いた煙管喫煙者（1790年）

日本では、西欧文明が急速に流入した明治・大正期、敗戦と共に欧米文化が再解禁された戦後復興期(1945年-1950年代初頭)、紙巻煙草と肺喫煙での健康問題が話題となり始めた高度成長期(1960年代)、そして2000年代以降のインターネットを通じた若者層への広がりなど、過去数度に渡りパイプ喫煙が広がりを見せた時期が存在し、現在のパイプ喫煙者人口は概ね上記の時期に青年期を過ごし喫煙を開始した世代が顧客群を形成している。
しかし、日本には一回の喫煙量が少ないものの類似する煙管がある事、紙巻煙草が普及した事などからパイプはあまり普及せず、趣味性の強い喫煙方法と見なされている。更に、昨今の禁煙・分煙化の影響から街中でパイプを咥える人はほとんど見られなくなった。
日本におけるパイプ用のたばこは1934年（昭和9年）、初めて「桃山」が製造された。パイプ愛好者の増加が見られなかったためブランドの種類は増えず、多くは1970年代に「飛鳥」に集約される形で姿を消した。「桃山」は途中、モデルチェンジはあったものの、2021年現在も「飛鳥」とともに販売され続けている。

## 種類
パイプの種類は「材質」、「形状」、「仕上げ」の観点から分類されうる。

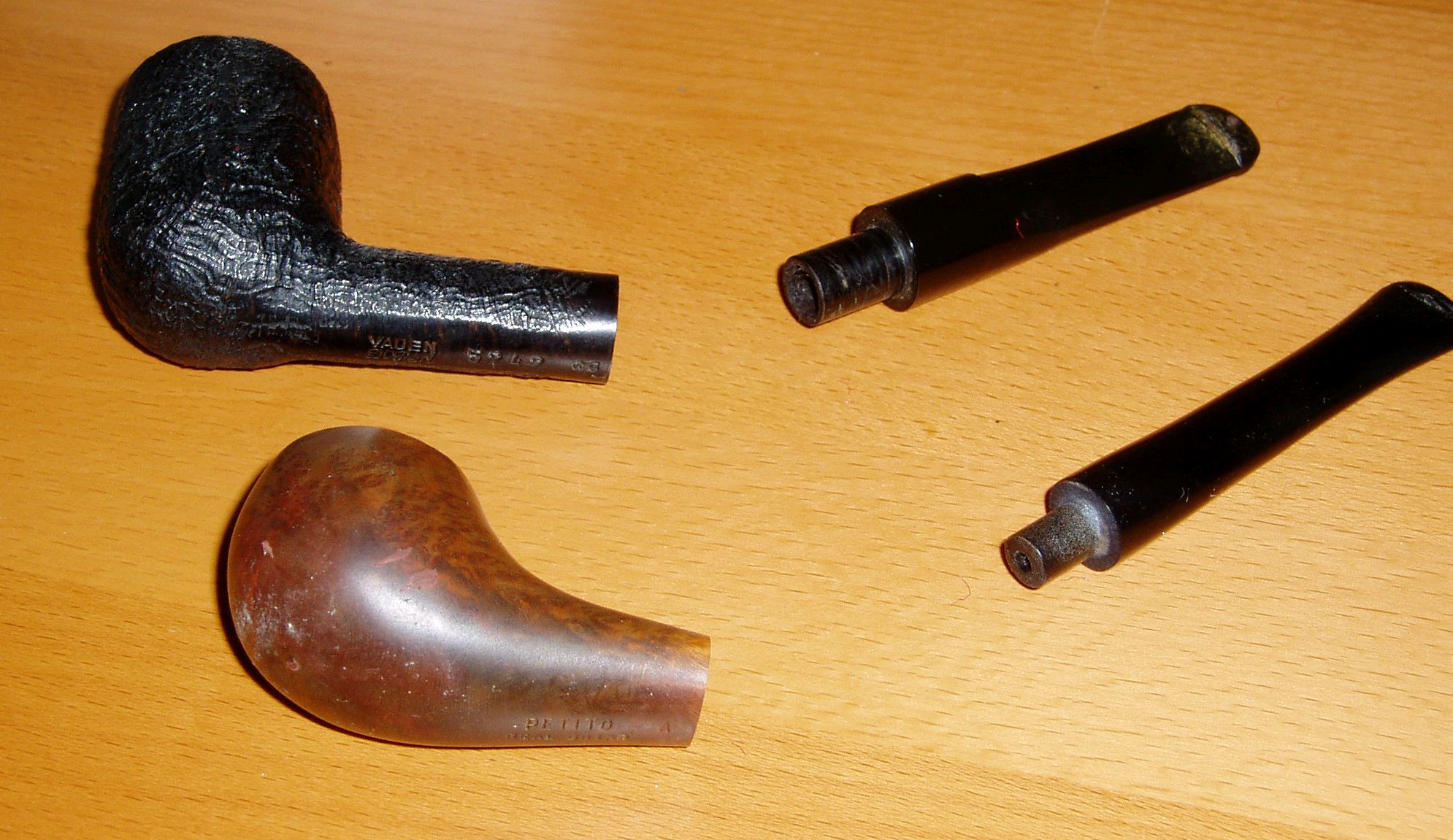
分解したパイプ

### 材質

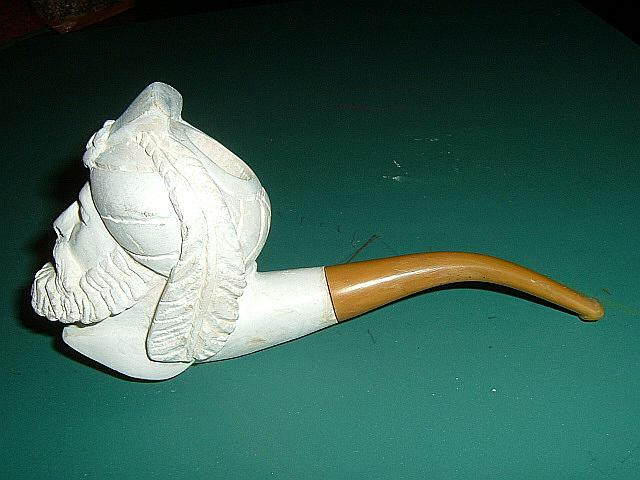
メシャムパイプ。スルターンの人面シェイプはトルコの特産品でもある。

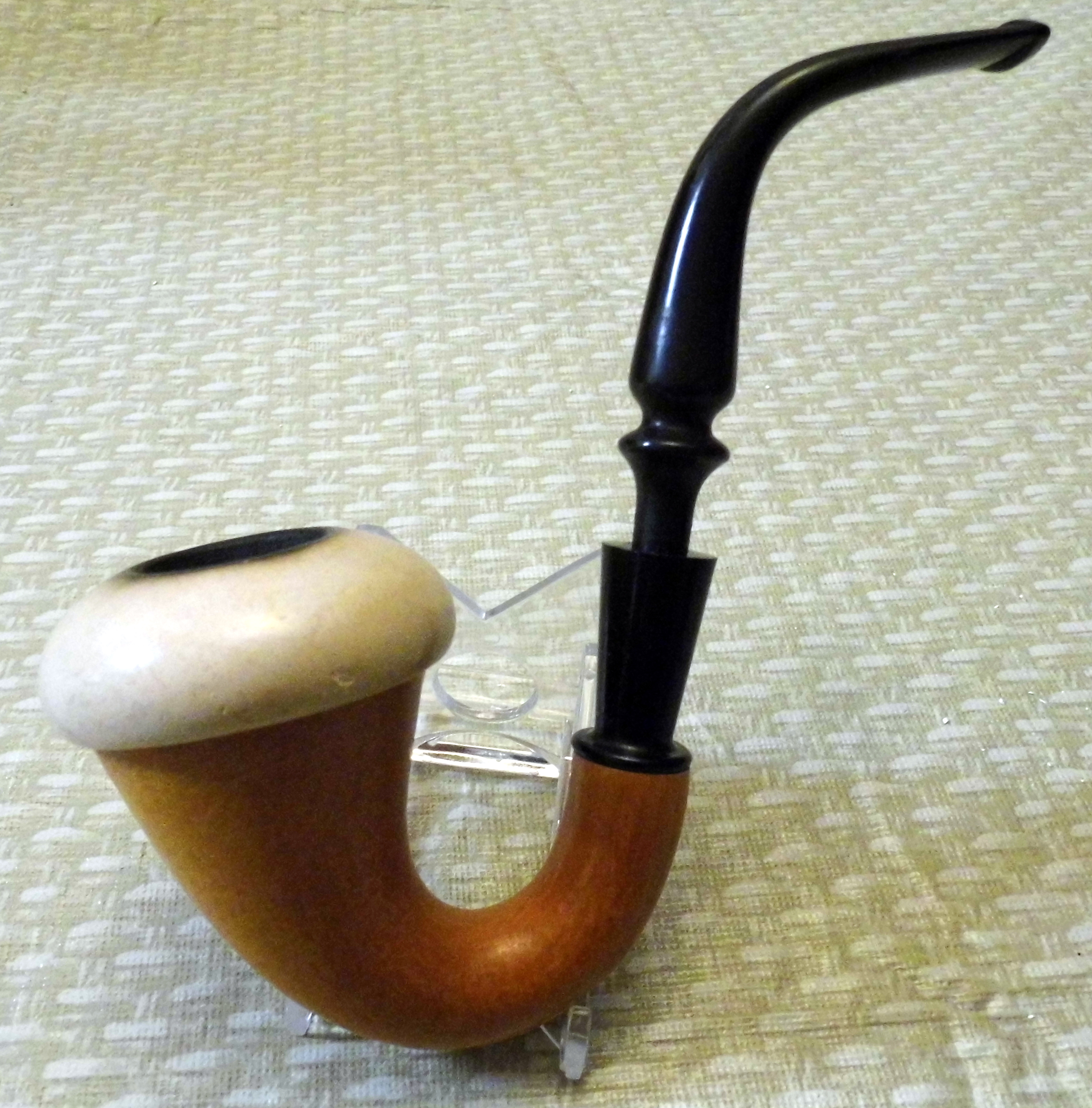
メシャムボウルを持つ、シャーロック・ホームズシェイプのキャラバッシュパイプ

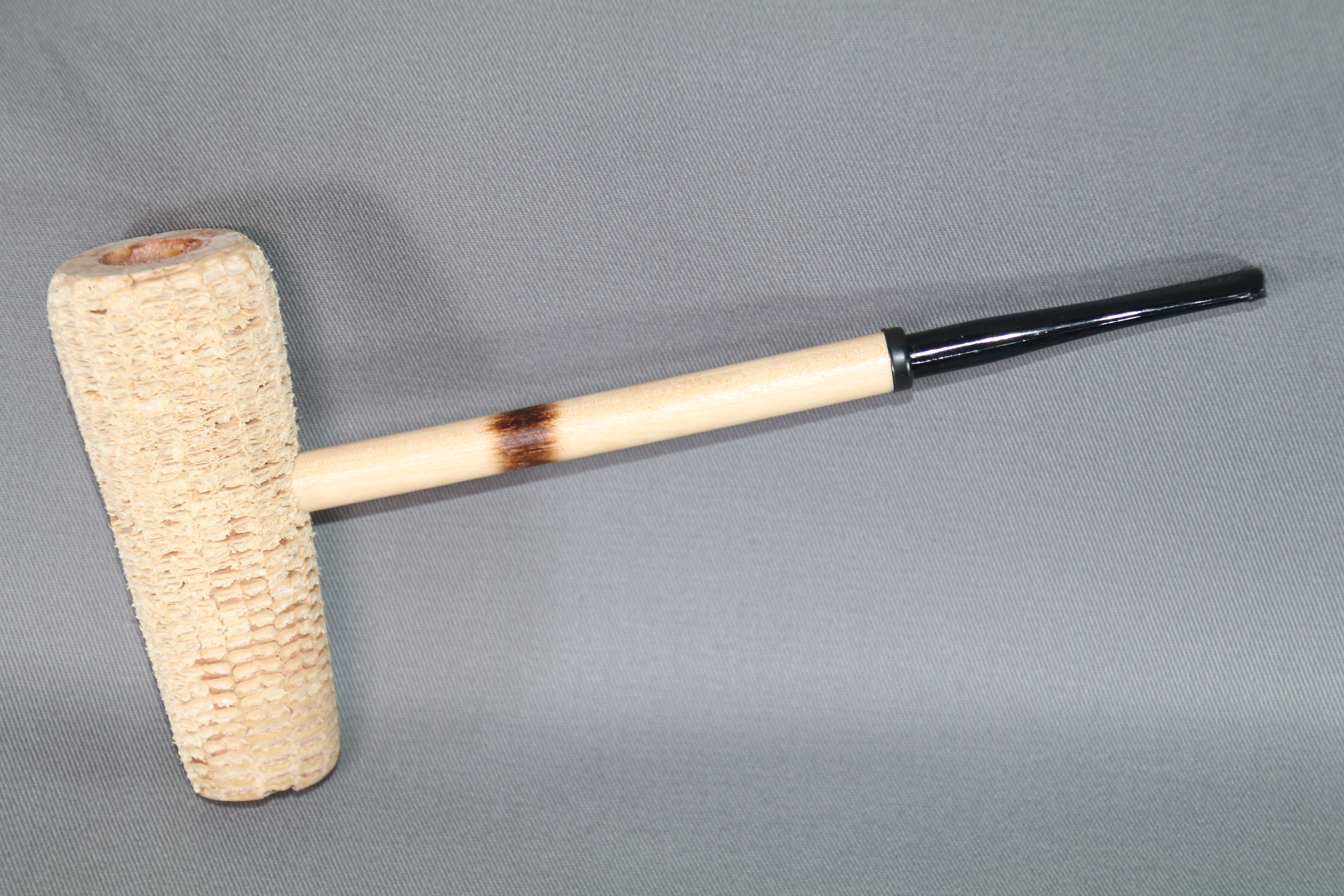
マッカーサー・シェイプのコーンパイプ

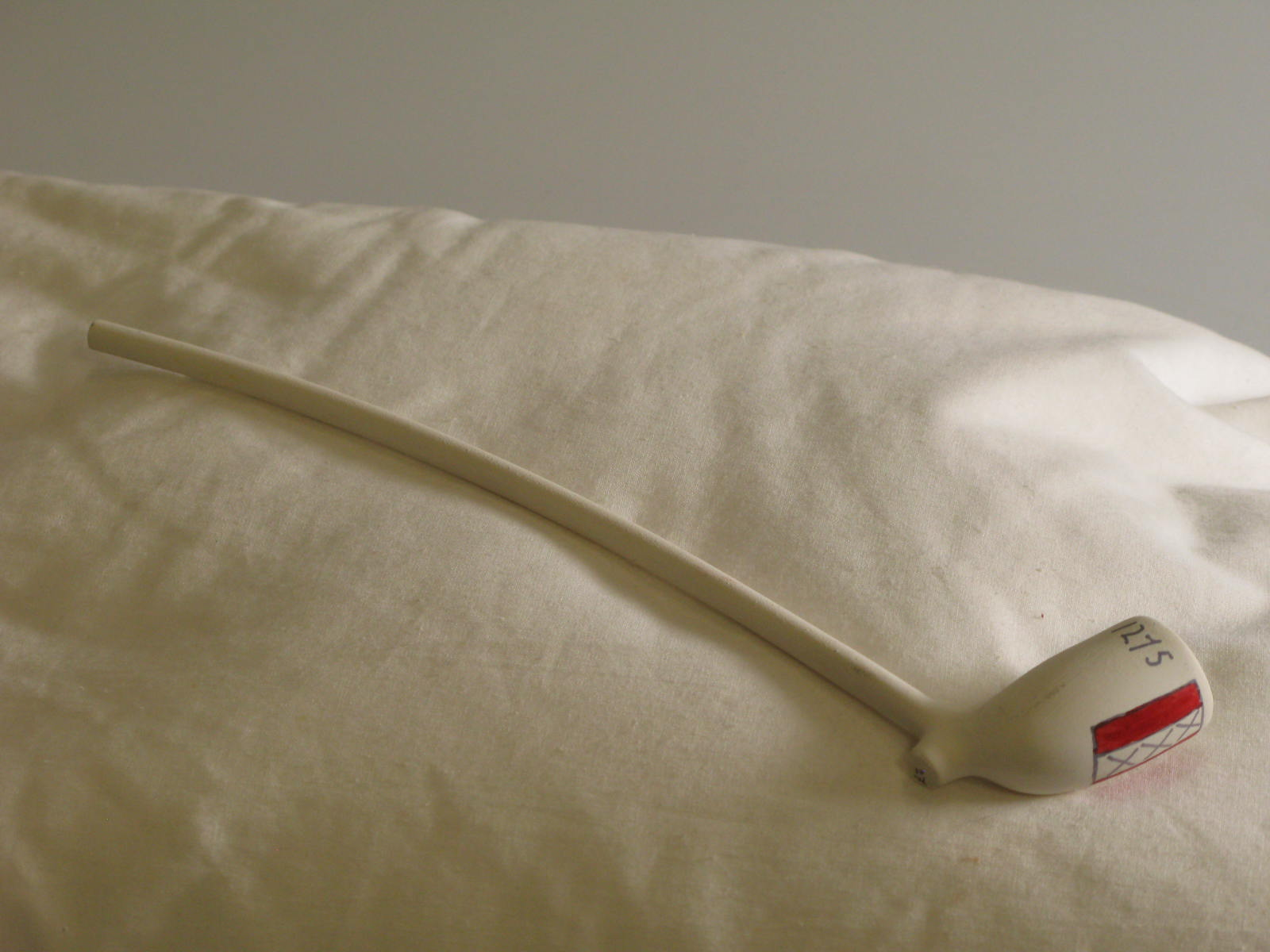
オランダのゴーダ特産品のクレイパイプ

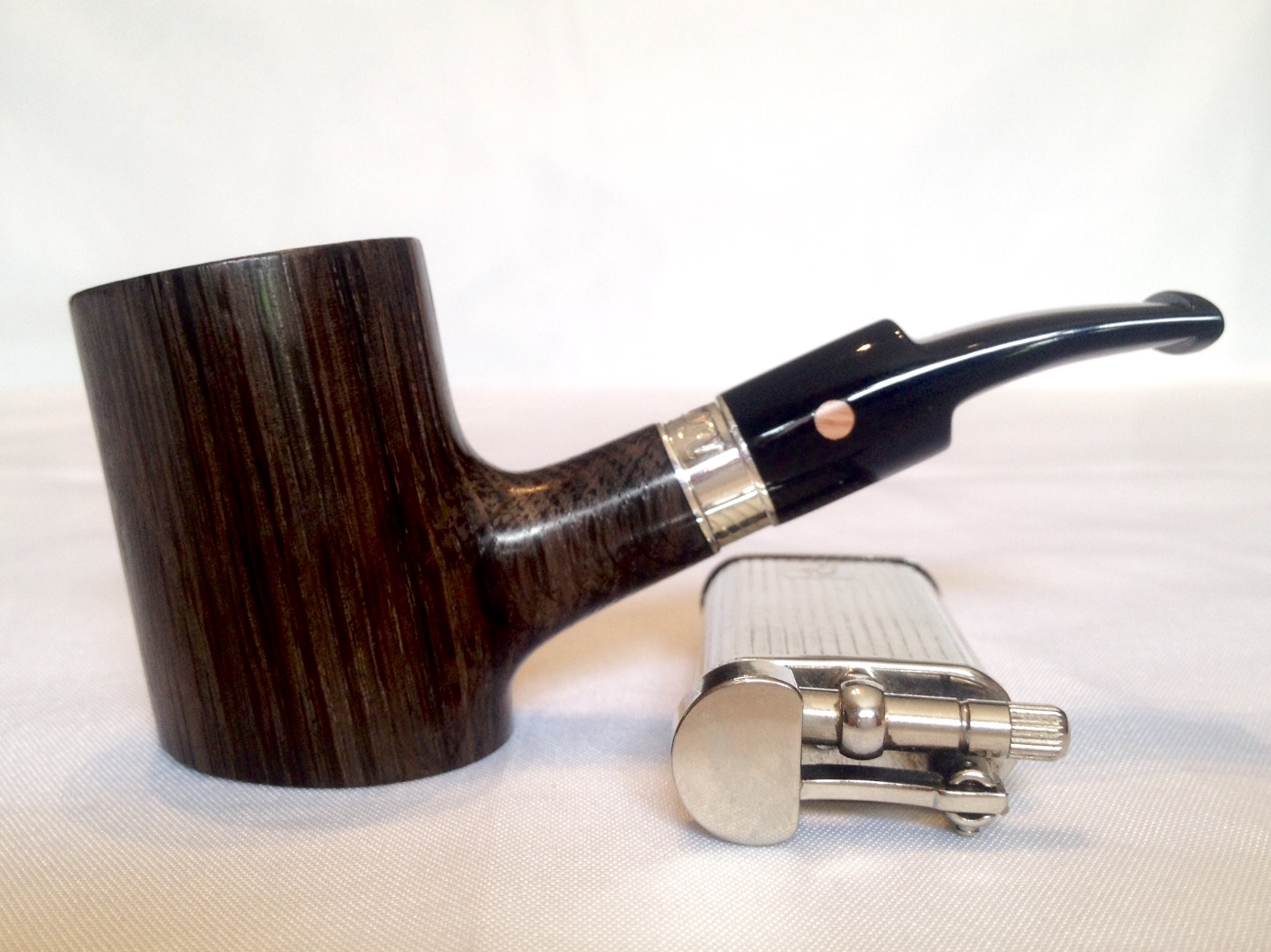
モルタ材のハンドメイドパイプ

パイプの材質にはブライヤー（エイジュの根）、メシャム（粘土鉱物）、コーンコブ（パイプ製作用トウモロコシの芯）、キャラバッシュ（瓢箪）、クレイ（素焼き粘土）などがある。
パイプの材質で最も一般的なものはブライヤーであり、加工は難しいものの最も喫味に優れているとされる。ブライヤーの木目（グレイン）もパイプの個体を特徴付ける大きな要素であり、グレインのパターンによって様々な名称がつけられている。縦方向に整った柾目が出ている物は「ストレートグレイン」と呼ばれ、高価な値がつけられることが多い。横方向に柾目が出ているものは「クロスグレイン」と呼ばれる。ストレートグレインやクロスグレインを断ち切るように切ると断面に鳥目状の木目が出るが、これを「バーズアイ」と呼ぶ。ボウルの円周に沿って木目が走っている物は「リンググレイン」と称される。ただしこれらは審美的な要素であって、喫味の良し悪し自体には特に関係しないと考えられている。
メシャムはセピオライト（海泡石）とも呼ばれる物質で、加工が容易なため複雑な形状に彫刻が施されることが多い。また長期にわたって使用することで徐々に美しい飴色に変色していくことが特徴的である。
マッカーサーが使用したことで有名なコーンコブは安価だが喫味は優れており、丁寧に扱えば長く使用することができる優れた素材である。
他にも、あまり一般的ではないがクレイ（素焼き陶器）、キャラバッシュ（瓢箪）、モルタ（泥炭の中で化石化した木）、オリーブなどで作られたパイプも存在し、それぞれ異なる喫煙体験を提供する。
ステム（マウスピース）に用いられる素材はエボナイト（黒色の硬化ゴム）またはアクリルが一般的である。
エボナイトは適度な硬さと柔らかさを兼ね備えているため歯当たりがよく、ビンテージのパイプや高級パイプに用いられていることが多い。一方で、紫外線や水滴により変色しやすい性質を持つため、光沢のある新品時の状態を維持することは難しい。
アクリルは変色しないものの、エボナイトよりも咥え心地が硬く感じられる。

#### 代用材

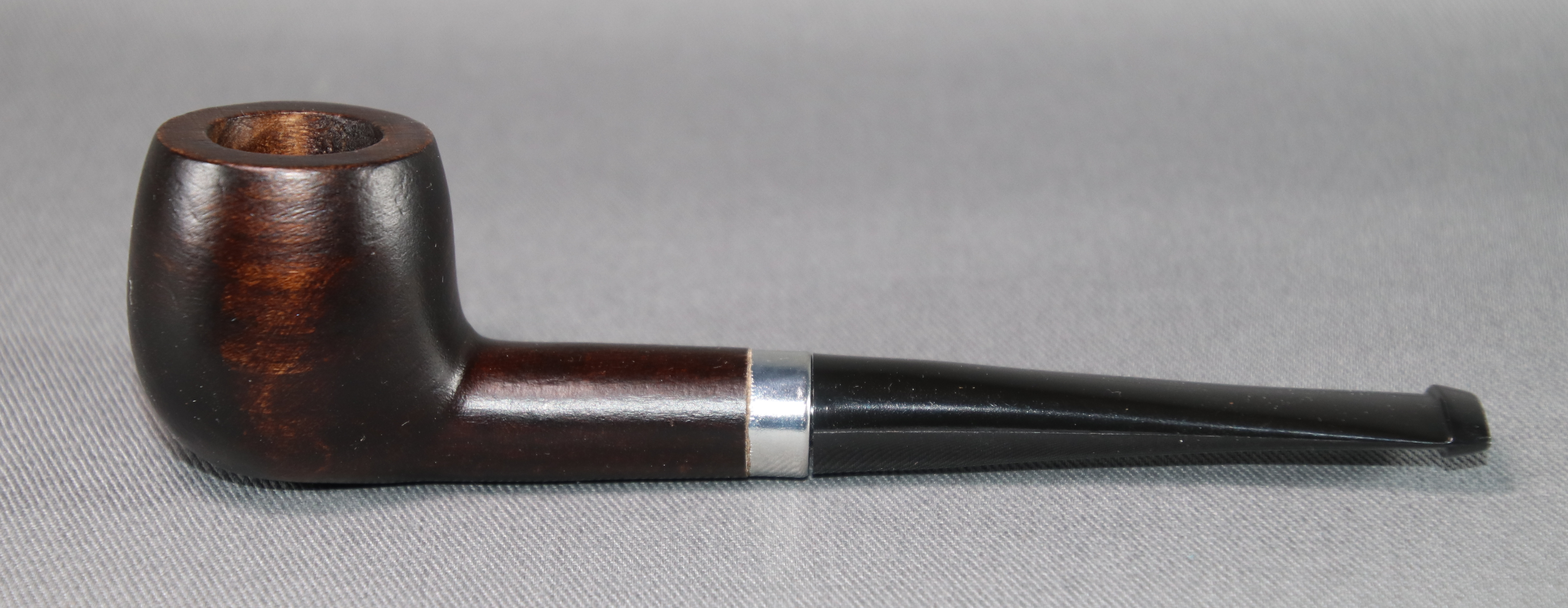
ブナ材のマシンメイドパイプ

第二次世界大戦前後には国際流通網の麻痺によるブライヤーの世界的な不足により、楓材や桜材、ビラン材やカシオシミなど、今日ではパイプ材として用いられない様々な木材が利用されていた事もある。
ブライヤーに代わる代用材の探求は19世紀後半に始まり、イギリスのコープ兄弟社では20世紀初頭までに30種類以上の木材が製品カタログに記載されたが、木目の美観、焦げや過熱への耐性、喫煙時の雑味の混入などで難があり、ブライヤーを完全に代替しうる代用材は現れなかった。
2020年代現在の日本では、これらのうちオリーブ、メープル、チェリーで作られたパイプが比較的容易に入手できる。アメリカではコーンパイプで著名なミズーリ・メシャム社がメープルとチェリーも使用している。
また、ロシアではブナ、ポーランドではナシ、イタリアではオリーブやクルミなど、地場産材の活用を目的に代用材を用いたパイプをラインナップするマシンメイドメーカーは世界に散見されている。
代用材の大規模な調査はアメリカでも行われており、フランスからのブライヤーの輸入が途絶えた第一次世界大戦中、国内林業の振興を目的とした戦間期、そして破局的な戦乱や災害などによりブライヤーが永続的に入手不能になった場合を想定した第二次世界大戦直後の、計3度の公的な調査が知られており、それぞれの調査でクルミ、マウンテンローレル(カルミアとも)、マンザニータの3種が米国内材に拠る代用材として最も有用である可能性が示されたが、最終的には何れもブライヤーの総合評価には及ばなかったという結論で締め括られている。しかし、どの時代の調査でも材生産者のパイプ作りに対する意欲や自己評価は非常に高い反面、販売商側の意欲や市場の評価とは常に乖離が見られたことも示されていた。
2020年代現在、ハンドメイド作家の中にはアフリカ原産材など、過去に欧米で試された記録がない木材を中心に、様々な代用材の可能性を探求し続けている者も見受けられるが 
、米国農務省による1950年代の調査では、既にサプライチェーンが確立されているブライヤーと同様に、栽培(採取)から伐採(裁断)、ブロック加工に至るまでを産業化し、最終製品たるパイプの販売によって採算が取り得る程の優位性を持った樹種が存在しなかった事が、連邦政府が国産代用材によるパイプ製造の産業振興を最終的に断念する決定打になったとされている。
日本では第二次世界大戦の敗戦後に、柘製作所と深代喫煙具製造所の2社が、ブライヤーの輸入が途絶えている中で代用材を元にパイプ製造を再開しており、当初は戦中に軍需品である銃床材として大量に製材されていた桜材や、硬木の中でも入手が比較的容易な栗材を用いて製造が行われたが、ほどなく柘は御蔵島で産出されるビラン(タブノキの根瘤)、深代は疎開先の栃木県近郊の木材商から納入されたカシヨオズミ(カシオシミとも呼ばれるネジキと推定される)が代用材に好適である事を見出だした。
両者は共に北東アジアに分布する硬木で、タブノキは木目がしばしば複雑に交錯し、ネジキは幹が捩れて生育することから伐採や乾燥、木取りの難度が高く、焦げに強い特徴があり、パイプとしての市場評価は悪くはなかったが、生育が遅いために大きく成長した良好な材を入手することが難しく、木目の美観にも乏しく、雑木林に生育する雑木の扱いで、商業的に植樹栽培されていなかったことから、朝鮮戦争を経て日本が連合国による占領期から独立を回復し、ブライヤーの輸入が再開されて以降は使用されなくなった。
柘はビランの木目がパイプとしては美観に欠けた事から、ブライヤーに似た木目を染料で手書きする程に仕上に苦心したとされており、深代は木材商から持ち込まれた「カシヨオズミ」が、正確に何の木であるのかは最後まで同定できなかったとしており、やむなく「オリエンタルブライヤー」なる名称を付けて売り出したという。深代ではこの原木が工房内に幾何か残存していた事が2000年代中頃に判明し、以後散発的にオリエンタルブライヤーの復刻品を販売したことがあるが、木材商の証言が正しければ、1940年代末当時に原木が採取された雑木林は、現在では国有林に当たる地域のため、再度同等の材を入手することは不可能になっているという。

#### 複合樹脂

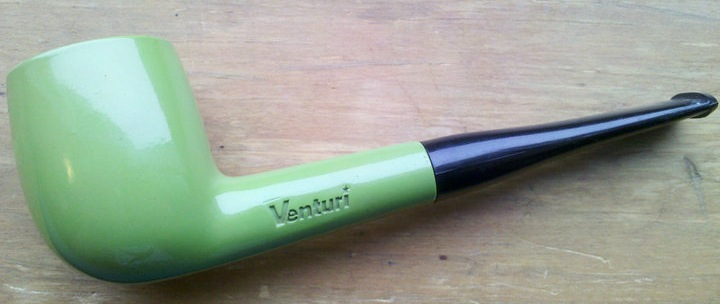
複合樹脂製のパイプ

１９世紀末から20世紀前半に掛けて、ガタパーチャから採取されるラテックスにより作られたボウルを持つパイプがブライヤーよりも安価に大量生産が可能であるとして一時的に流行したが、材質としてのガタパーチャ自体が合成ゴムやエボナイトの台頭により廃れてしまった事から、1930年代以降は作られなくなった。1920年代にはベークライトの亜種である「レッドマノール」を用いたパイプが、素材開発元のレッドマノール・ケミカル・プロダクツ・カンパニーにより展開され、琥珀の代替材としての需要増加と共に一時的な人気を博したが、レッドマノール材のパイプは製造に手間が掛かり、ブライヤーと比較すると脆いという欠点から、1940年代以降は製造されなくなった。
戦後の1965年、使い捨て型タバコフィルターメーカーのタールガード社は、フェノール樹脂と熱分解炭素、ナイロンの複合素材である「スーパー・テンプ」を用いたパイプを発表し、1970年代後半に本社事業再編に伴いパイプ製造事業から撤退するまで数百万本を量産した。1966年にアメリカのケイウーディは、ナイロンにブライヤーのおがくずを添加した複合樹脂を「ブライロン(brylon)」と名付け、下位ブランドである「イエロー・ボウル」のパイプの主力素材として採用、現在に至るまでブライロンはケイウーディ以外のメーカーにも最廉価な価格帯の量産パイプに採用される複合樹脂の代表的な素材となった。

### 形状（シェイプ）

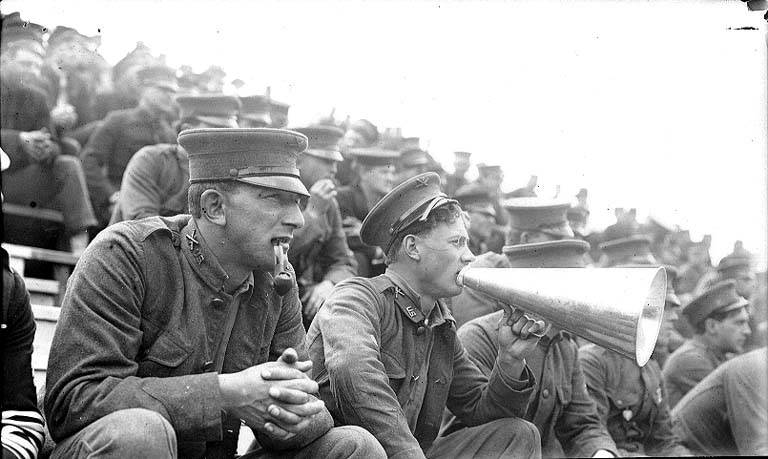
1909年、アラスカ-ユーコン太平洋博覧会での軍事競技大会にて、ローデシアン・ベント型のパイプを銜えて観戦に興じるアメリカ陸軍兵。

パイプには様々な形状があり、クレイ／ブライヤーパイプの発展とともに誕生し定着した形状はクラシックシェイプと呼ばれる。
パイプの形状には様々な分類法があるが、第一に煙道が直線かカーブしているかでストレートとベントに大きく分けられる。一方、ボウルの形状からはビリヤード、アップル、ポット、ブルドッグ／ローデシアンといった分類がなされる。多くのパイプはこの煙道とボウルの形状を複合したシェイプ名をあてがわれる（「ストレートビリヤード」、「ベントアップル」など）。
また、デンマーク発のフリーハンドパイプの世界では、クラシックシェイプの常識を覆す自由な形状が次々と提案されてきている。
初心者がパイプ喫煙を始める場合、煙道の掃除などメンテナンスのことを考えてストレートのパイプを薦められることが多いが、最も大切なのは自分が気に入ったシェイプのものを選ぶことである。

### 仕上げ（フィニッシュ）
パイプは素材によって様々な仕上げ加工を施される。ブライヤーの場合、スムース、サンドブラスト、ラスティックという三種が代表的である。
スムースとは表面を平滑に仕上げたフィニッシュで、ブライヤーの木目が整っている個体にこのフィニッシュが施されることが多いことから、値段が他のフィニッシュよりも高く設定されがちである。
サンドブラストとは何らかの硬質な粒子を吹き付けることによってブライヤーの肉をそぎ落とし、木目を立体的に浮かび上がらせたものである。これは一般的にはブライヤーの加工段階で傷が発生した物を有効に再利用する為に用いられる仕上げの手法であるとされているが、ブラストにはブラスト特有の風格や魅力があり、決して安易にスムースの下位に位置づけられるものではない。
最後に、ラスティックとはブライヤーの表面に作家が文様を刻んだ仕上げのことである。木目にとらわれない自由な加工が施せる一方、木目というブライヤーの審美的な要素をアピールしづらいため、価格は控えめに設定されることが多い。

### 煙道構造
パイプによってはボウルとマウスピースの中間部分に当たるシャンク内部に、煙に含まれるタールや水分を除去する目的で、使い捨ての繊維製フィルターを内蔵できる構造のものも存在する。フィルターは3mm、6mm、9mm等の規格が存在しており、太いものほどチャコールフィルター等の濾過効率の高いフィルターが使用できるが、ダボの差し込み部分の厚さや強度が犠牲となる為、使い捨てフィルターを使用しない場合には樹脂製のフィルターアダプターなどを取り付けて、ダボを折損しない様に注意する必要がある。
フィルター対応パイプが普及する以前は、ダボの先端に金属製のヤニ止め金具が取り付けられた状態で出荷されるパイプも珍しくなく、ダンヒルは火皿内に突き出す長さの竹槍形状のアルミパイプを用いており、その他のメーカーはこけしに似た形状のアルミ製のヤニ止めが用いられる事が多かった。
アイルランドのピーターソン・パイプは、初期のヤニ止め金具の概念を発展させ、太いシャンク内に大きな空洞を設けてより積極的にタールや水分を除去する「ピーターソン・システム」を1890年に発明し、現在に至る同社の代名詞となった。ピーターソン・システムの登場以降1930年代まで、欧米のパイプメーカーでは様々な特許を取得したシステムパイプが開発された。ドイツのファウエン(Vauen)は紙巻きタバコで用いられていたフィルター (たばこ)をシャンクに内蔵するアイデアを1921年に実現し、フィルター内蔵パイプの代名詞となった。アメリカのケイウーディ(Kaywoodie)は1924年に独自のヤニ止め金具を装着した「ドリンクレス・スティンガー」を発表し、後年まで他社でも広く用いられたこけし型のヤニ止め金具の原型となった。イギリスのコモイ(Comoy's of London)は特殊な形状のアルミ製インナーパイプを内蔵する事で、シャンクの太さを変えることなく煙がより長い距離を移動する事でタールや水分の除去を促進する「グランドスラム・システム」を1933年に開発し、戦前に最も大きな成功を収めたシステムパイプの一例であったが、本質的に高価な構造で清掃も面倒であった事から、1980年代の同社の経営危機に端を発する経営再建の際に姿を消した。1936年、航空技師でもあったアメリカのフレデリック・カーステンは、理想のパイプを求めて自身の工学的知識を基にした新型パイプ「カーステン・システム」を発明、アルミ製の大型シャンクに様々な材質の着脱式ボウルを取り付ける構造は、戦前のスモーカーの間で革命的なパイプとして注目を集めた。
システムパイプは伝統的な構造のパイプの欠点を克服する目的で設計された事から、煙の水分を強制的に分離する要素を含んでおり、それ故に従来型のパイプと同じペースで喫煙すると、システムの作用により強制的に乾留させられた煙により、口中を却って痛めやすいデメリットも存在する。また、システムを設計者の狙い通りに作用させるには適切な清掃を励行する事が不可欠であり、これもまた従来型のパイプと比較した際の欠点ともなっている。

### 製造工程と等級
パイプにおける木目と価値は、そのメーカーの製造工程によって大きく左右される。パイプの木目の傾向は通常、ブライヤー原木の産地や根瘤の大きさ、根瘤を裁断してブロックとして加工される際に、その殆どの要素が決定される。
個人作家、或いはマシンメイドメーカー内の職人が特別に手掛けたハンドメイドパイプの場合には、入手したブロックの木目を慎重に見極めた上で、(奇抜な形状を含めて)どのようなシェイプを削り出すか最終判断することにより、ストレートやバーズアイを強調したパイプを意図的に作り出すことも可能である。しかし、大量生産を行うメーカーの場合には、全工程をCNC旋盤により自動加工していたり、幾つかの機械加工を経て多数の職工が加工や仕上を分担する形で、定型的なクラシックシェイプを量産している。
このようなマシンメイドパイプでは、最終製品に木目がどのように出るかは半ば運に左右される面が多く、根瘤が生育していく段階で砂や石を抱え込んだり、穿孔虫の食害により発生する空洞が、加工中にパイプ表面に現れた場合には、軽度であればパテ埋めされ、サンドブラストやラッカー仕上げなどの木目を強調する必要がない製品ラインや、ラスティックやカービングなどの木目とは別の表面加工を施す製品ラインへと回されるが、重度の場合にはどんなに木目が秀麗であっても不良品として廃棄される。そして、最終製品の木目の出方により、そのブランドにおけるグレード分類が行われる。メーカーによっては安価なセカンドブランドを平行して展開している例もみられ、木目は良いが傷やピンホールの露出により基幹ブランドの品質に達しないと判断された半途品は、セカンドブランドに回される場合もある。
このような事情から、完璧なストレートグレインやバーズアイが出た上で『無傷のまま最終工程まで到達できた』パイプは極めて稀少であり、例えありふれたクラシックシェイプであっても、メーカーによっては稀少品として非常に高級なグレードに位置付けられて販売されることもある。

## 扱い方
葉の分量は概ね、紙巻きたばこ3～4本程度である。タバコの詰め方や火のつけ方、煙の吸い方ひとつで味わいが大きく変わるタバコ で、紙巻きたばこと違って、吸った煙は肺に入れず口腔内でふかすようにして喫煙することが一般的である。

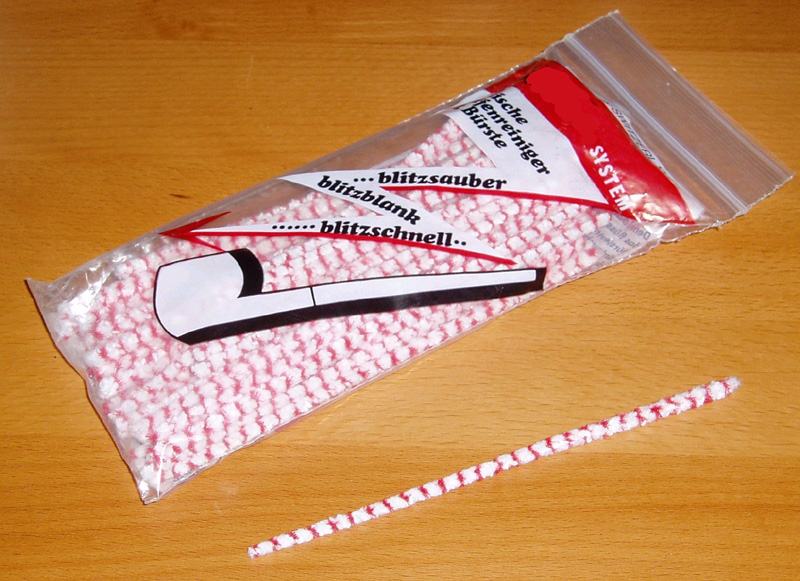
モール
針金に綿製の糸が飛び出している。

パイプは紙巻たばこのように唇に軽く咥えるのではなく、「リップ」と呼ばれる部分を上下の歯で噛んで喫煙する。パイプ喫煙をすると、葉が盛り上がったり、灰が燃焼を妨げたりするので「タンバー」という専用の道具で、軽く押し付けてやらなければならない。途中で吸うのを止めると、シガレットとは違い燃焼剤の入っていないパイプたばこの火は酸欠で勝手に消えてしまう。葉巻は一度吸うのを中断して時間をおくと極端に喫味が落ちるが、パイプの場合は時間を空けた後で再点火してもあまり問題は無い。ただし、中で汁が出るほど葉が極端に湿っている時は、パイプが傷む原因になるのでパイプレスト（パイプ用のスタンド）に立てかけて、余熱で程好く乾燥させた方が良いとされる。
更に、煙道にヤニが溜まるので「パイプクリーナー（または「モール」）という専用の道具で定期的に清掃する必要がある。また、吸い続けていると「カーボン」と呼ばれる炭素の塊が「チャンバー」（パイプの丸い煙草を入れる部分・火皿）内部にこびり付くので、「リーマー」という専用の道具で適度に削ると長持ちする。

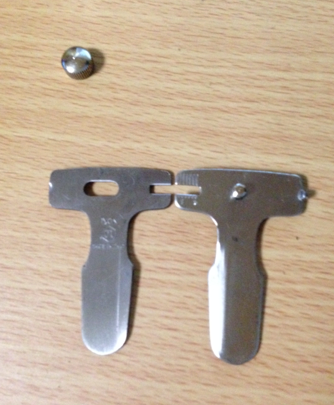
分解したサヴィネリ社のアジャスタブルリーマー。
2枚のブレードを重ねた形状で、チャンバーに挿入し回転させてカーボンを削る。

また、タンパーやリーマーを合わせた道具である「パイプツール（またはコンパニオン）」という道具もあり、一つ持つと便利な道具となる。

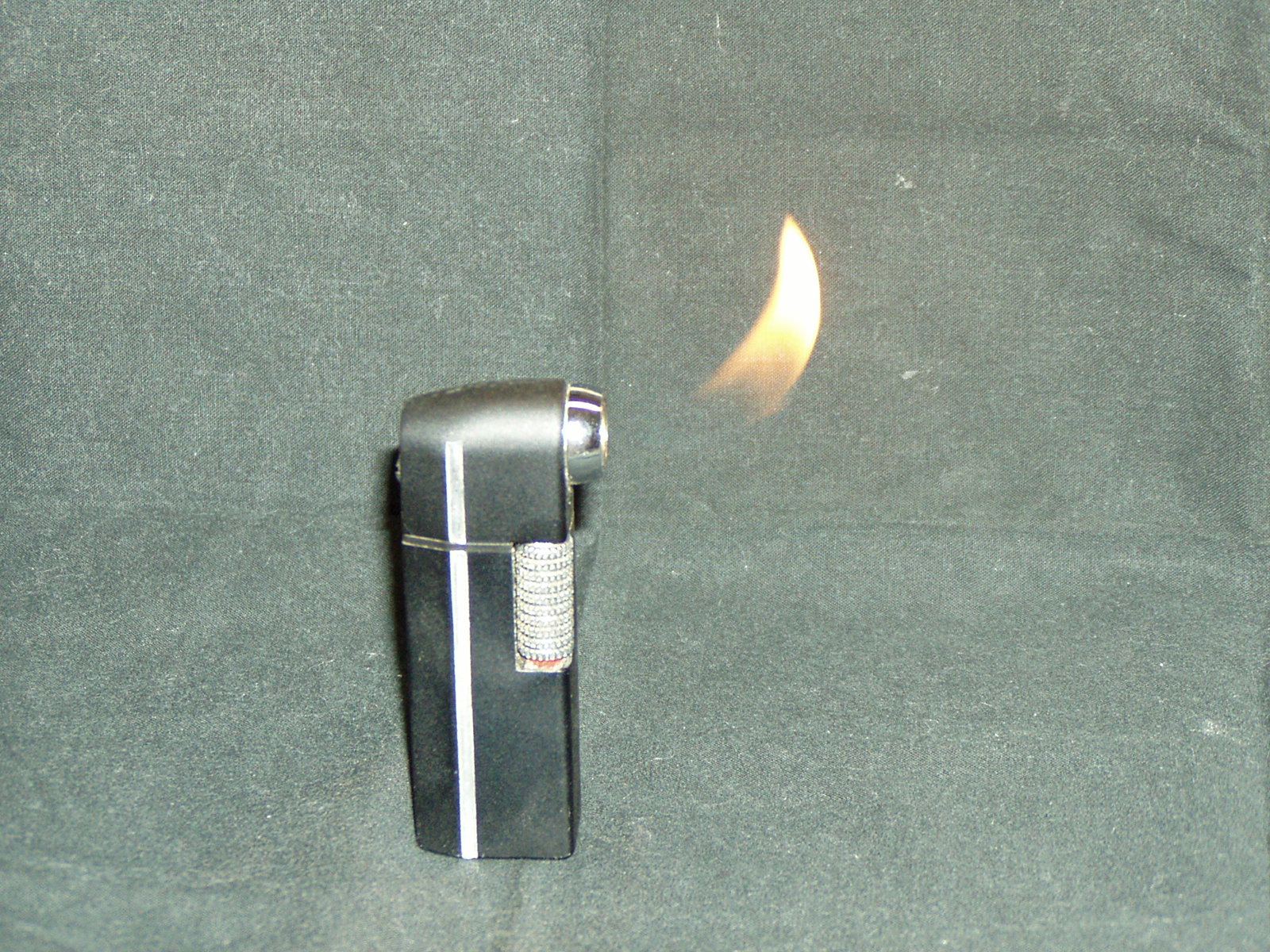
パイプ点火に特化したガスライター
横方向に炎が噴き出すように作られている。

なお点火であるが、紙巻き煙草に比べると火が付き難い。またオイルライターの炎は独特の臭いを持つためパイプには向かないと言われるが、オイルの臭いはすぐに消えるためあまり問題は無い。マッチでの点火は比較的用具が安価で入手しやすい。ガスライターは火皿に向けて火を噴出す専用のものが見られるが、一般的なガスライターよりやや高めである。なおターボガスライターは火皿が傷むので避けた方が良い。
このほか、パイプとタバコの葉・その他用具を携帯するための専用のポーチがある一方で、葉が過度に乾燥しないよう「ジャー」と呼ばれる密閉容器も見られる。特にジャーはブレンドして香料を馴染ませる際の必需品であるが、密閉できるなら食品向けの広口瓶やタッパーでも代用できないものではない。

### ブレイクイン
初めてパイプを使用する場合は、「ブレイクイン」と呼ばれる、自動車のエンジンで言うところの慣らし運転のような期間を必要とすると言われる。このブレイクインでは、風味を楽しむことは重視されず、火皿内部に「カーボン」（「カーボンケーキ」とも）と呼ばれる炭化した層を形成することに主眼が置かれてきた。
このタイプのブレイクインでは、良好な炭化した層を形成させるために、最初は数回程度は控えめ（一般には1/2から1/3程度）に葉を詰めて吸う。これを吸い切るまで吸ったら、灰を取り除いて、パイプが自然に乾くまで置いて再び同様に吸うことを繰り返す。そこから徐々に葉を増やして吸うことを更に行っていく過程で、内部に炭化しさらにヤニや灰が固まった層が出来上がり、これがパイプ本体に過剰な熱が伝わらないようにする断熱材として機能し、パイプを保護するという仮説が存在する。
広く受け入れられているカーボンの機能であるが、カーボンが喫味を向上させたり火皿を保護したりする科学的な証拠は存在しないため、あまり神経質になる必要はない。
なおこのカーボン層だが、過剰に付着すると火皿の内径を狭めるだけではなく、たばこの風味も損なう。このため前述したリーマーで過剰なカーボンを削り落とす。しかしリーマーで過剰に削れば火皿を傷つける恐れがあり、さらに均等に削ることは意外と難易度が高いため、この扱いは慎重さが求められる。

### パイプ用の葉

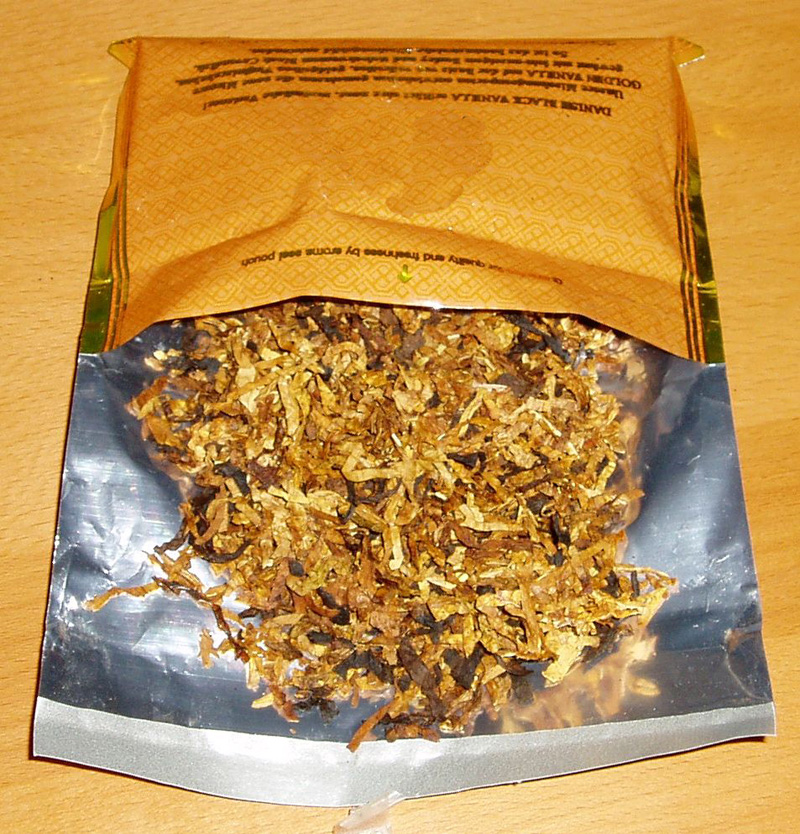
パイプ用のタバコの葉

パイプ煙草の場合、幾つもの葉をブレンドすることで銘柄毎の特徴があり、また加えられる香料によっても特徴が生まれ、愛好家に至っては自らブレンドを楽しんだり、ダビドフのような専門煙草メーカーにブレンドを依頼する場合がある。JTをはじめ世界各地の煙草メーカーはブレンド原料用のパッケージも販売している。
パイプ用の葉のブレンドには、呼び方にやや揺らぎがあるものの、概ね英国風（イギリスタイプ）・欧州風（ヨーロピアンタイプ）・米国風（アメリカンタイプ）の3種類があるが、その各々にはそれぞれ特徴がある。
英国風水分が多くて香料は使わないか極めて少なく、ただし葉の方は銘柄によって癖の強いラタキア葉やペリック葉を使うなど、タバコ本来の香りを重視している。
欧州風やや乾燥しており、癖の強い葉は余り使われないが、香料に工夫が見られ香りが特徴的な銘柄が多い。
米国風乾燥しており香料も様々で、軽めの風味のものから強い風味のものまでバリエーションが広い。欧州風に比べると香料はそれほど強くない。
また使われている葉のブレンドも様々であるため、これらは様々な銘柄を試すしかない。なお原産国が英国ないし米国だからといって、必ずしもブレンドがその通りとは限らず、例えば比較的何処でも販売されている「キャプテンブラック」は米国原産だが、英国風のブレンドである。
このパイプタバコの葉は種類によって異なるが、やや「しっとりと湿っている」ものが主である。このためパイプ喫煙をしていると、「ジュース」と言われるタバコの中の水分や唾液が「チャンバー」下部に溜まることがあり、喫煙を非常に不愉快にさせる。
銘柄によってタバコ本来の葉の味から、お菓子のような甘い風味まで味わえる物まであり、その喫煙スタイルは他の喫煙方法にはない非常に幅広い選択肢を持つ。初めは道具を揃えるのに投資が必要となる（パイプ自体は千円程度から数十万円まである）が、良質なパイプ数本を揃えてローテーションさせることで、一本のパイプは数年から数十年は使える。また紙巻煙草と比べて吸殻（＝ゴミ）の少量化にも繋がる。
リボンカット最も一般的なカット方法。刻み幅が2～3mm、長さが数センチのリボン状。
ファインカット紙巻たばこと同様の細かい刻み。小ぶりのパイプでのショートスモーキングに向く。
ロングカットリボンカットやファインカットで刻みが長いもの。
コースカット（またはラフ・カット、ブロードカットとも）不規則な荒いカット。
フレイクカットブロック状に圧縮して熟成させたケーキと呼ばれるたばこを2mm程度の厚さにスライスした形状。板状で喫煙前には良く揉み解すのが一般的。
キューブカット2mm前後の立方体にカットされたもの。フレイクカットをさらに刻んだものである。同様に喫煙前には揉み解すのが一般的。
グラニュレイテッドカットキューブカットをあらかじめある程度ほぐしてあるもの。
クランブルケーキフレイクカット前のケーキ形状そのもの。ブロック状のたばこをほぐして喫煙する。
ロープたばこ/ツイストたばこタバコをロープ状に丸めて熟成させたもの。ナイフで切り取り揉みほぐして喫煙する。

## たばこの種類
通常パイプたばこは複数の種類のタバコ葉のブレンドである。主要な種類を以下に示す。
- バーレー
- ヴァージニア
- ケンタッキー
- オリエント
- キャヴェンディッシュ
- ブラックキャヴェンディッシュ
- ラタキア

## パイプメーカー
日本での大量生産の喫煙パイプは国外輸入品を含め柘製作所が長年独占状態にあったが、近年ではパイプ作家が個性的な作品を発表している。なお柘製作所のブライアパイプは安定した品質を保っており、国際的にもスタンダードパイプとしての地位を獲得、喫煙時間競技にも正式採用されているほか、イケバナブランドを標榜する職人による一点もの高級パイプも手掛けている。国産パイプメーカーとしては、柘製作所の他に深代喫煙具製作所が量産するローランドブランドや、一点もの高級パイプのツトムブランドを手がけている。また、原木を少し加工したブライアを自ら加工して自分オリジナルのパイプを作る愛好家もおり、日本国内でもそういったキットが販売されている。
その他の有名なパイプメーカーとして、各国に以下のような様々なメーカーが存在する。（以下は国名ABC順）
- アンドレアス・バウアー（Andreas Bauer） -  オーストリアの代表的なメシャムパイプブランド。現在は トルコにて製造。
- スタンウェル（Stanwell）・W.Ø. ラールセン（W.Ø. Larsen）--  デンマーク
- ブッショカン（Butz-Choquin）・シャコム（Chacom） -  フランス
- ファウエン（Vauen） -  ドイツ
- ピーターソン（Peterson Pipes） -  アイルランド
- サヴィネリ（Savinelli）・ブレビア（Brebbia）・マストロ・デ・パヤ（Mastro De Paja） -  イタリア
- 柘製作所・深代喫煙具製作所 -  日本
- ビッグベン（Big Ben Pipes） -  オランダ
- ダンヒル（Alfred Dunhill）※2010年以降は「The White Spot」と言うブランド名に移行・パーカー・オブ・ロンドン（Parker of London）・ハードキャッスル（Hardcastle） -  イギリス
- ミズーリ・メシャム（Missouri Meerschaum） -  アメリカ合衆国の代表的なコーンパイプブランド

なおピーターソンの製品は、後述する内部のジュース溜まりを防ぐ「ピーターソンシステム」や「ピーターソンリップ」と呼ばれる舌表面に濃厚な煙が留まらず舌が痺れない独特の構造を持つ。また全く違う方法だが、アメリカの「カーステン」もジュース溜まり対策をしたパイプを製作している。

## よく知られたパイプ喫煙愛好者
日本ではダグラス・マッカーサーがコーンパイプを愛用していたことがよく知られており、日本のGHQ統治下における彼の写真には特徴的な丈の高いコーンパイプを咥えた姿が数多く残されている。
哲学者でノーベル文学賞受賞者でもあるバートランド・ラッセルは「食事中や睡眠中以外は、一日中パイプを吸っている」と宣うほどの愛好家であった。
アルベルト・アインシュタイン、ヨシフ・スターリンもパイプの愛好家として知られている。
チェ・ゲバラは葉巻のイメージが一般的だが、私生活ではパイプを愛用していた。指揮者オットー・クレンペラーはパイプを銜えたまま寝てしまい火が燃え移り大火傷を負い、復帰に1年を要した。
米国の作家レイモンド・チャンドラーは自らもパイプを愛用したが、自身の小説の主人公であるフィリップ・マーロウにもパイプを吸わせている。
日本人では作家の開高健、漫画家の藤子・F・不二雄、政治評論家の竹村健一、作曲家の團伊玖磨、モータージャーナリストの徳大寺有恒等が著名なパイプスモーカーとして知られている。徳大寺有恒は数あるパイプの中でもローデシアンベントを好み、その形を見ると「しびれを感じる」としている。
架空の人物としてはシャーロック・ホームズがキャラバッシュのベント型パイプを咥えている図が有名だが、これは元々舞台俳優のウィリアム・ジレットや英国放送協会（BBC）制作のテレビドラマシリーズの影響によるもので、原作にはキャラバッシュ・パイプは登場しない。原作でのホームズは、「陶製のパイプ」（クレイ・パイプ）、「ブライヤー・パイプ」を愛用しつつ、紙巻き煙草も賞賛しながら「お替り」するなど、別にパイプに拘っている訳ではない描写も登場する。なおジレットは、長丁場の台詞回しの間、ベント型で軽いキャラバッシュが咥え続け易いとして選んだという。

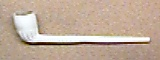
陶器製のパイプ（未使用）

『ホビットの冒険』や『指輪物語』ではホビットやガンダルフなど主要登場人物にパイプ煙草を吹かす描写がしばしば登場しており、この中では陶器製パイプと思われる「割れていなければ」などとする表現も見られる。ちなみに物語では度々このパイプ喫煙が登場、ストーリーの伏線に用いられたりもしている。なお映画『ロード・オブ・ザ・リング』では、作中のパイプとして陶器製パイプが描かれた（ちなみに煙草はパイプ草と呼ばれている）。
- コーンパイプを咥えるマッカーサー
- ベントパイプを咥えるホームズ
- パイプを手に持つホームズ
- アインシュタインと妻エルザ
- スターリン（中央）とモロトフ（左）